# Флуорен
Флуорен (о, о’-дифениленметан, трицикло-[7.4.0.02,7]-тридека-2,4,6,9,11,13-гексаен) — полициклический ароматический углеводород.

## Свойства
Флуорен представляет собой бесцветные кристаллы, способные к флуоресценции при действии ультрафиолетового облучения. В воде нерастворим, но хорошо растворяется в диэтиловом эфире, плохо растворим в этаноле.
Легко окисляется в положение 9: кислородом воздуха до 9-гидропероксифлуорена, при действии сильных окислителей — до флуоренона. При действии восстановителей (иодоводород, красный фосфор) образует пергидрофлуорен.
Флуорен образует карбанион в положении 9, в частности, конденсируется с ароматическими аминами с образованием 9-арилиденфлуоренов, при нагревании с металлическим натрием или амидом натрия образуется 9-натрийпроизводное флуорена.
Флуорен вступает также в реакции электрофильного замещения, при этом замещается атом водорода преимущественно в положения 2 и 7, затем в положение 4.

## Нахождение в природе и получение
Флуорен обнаруживается в каменноугольной смоле (1,3—2,0 %), из которой выделяется в составе антраценовой фракции кристаллизацией с последующей перекристаллизацией из бензина. Лабораторный синтез флуорена заключается в пиролизе ацетилена или дифенилметана.

## Применение
Флуорен служит исходным реагентом для целого ряда флуореновых красителей. Он также используется в качестве стабилизатора полимеров, а также как мономер. Монокристаллы флуорена используются в сцинтилляционных счётчиках.